# エドワード・ファーロング
エドワード・ウォルター・ファーロング（英: Edward Walter Furlong、1977年8月2日 - ）は、アメリカ合衆国カリフォルニア州出身の俳優。主に1991年公開のSFアクション映画『ターミネーター2』のジョン・コナー役で知られている。

## 経歴
カリフォルニア州グレンデール出身。父とは面識がなく、母のエレアノル・タフォヤは青年センターの職員でありメキシコの血を引いていた。推測によればおそらく他にロシアとネイティブアメリカンの血を引いているという。母はのちにモイゼス・トーレスと再婚し、父親が違う弟ボビー・トーレスがいる。しかし貧しい暮らしに悩まされていた母はエドワードを育てることを諦め、叔母と叔父であるナンシー・タフォヤとショーン・ファーロングによって育てられた。
映画『ターミネーター2』に出演するまで演技の経験は全く無く、ある日バスケットボールをしている最中、キャスティングディレクターの目に止まり、1991年に映画『ターミネーター2』で映画デビュー。1996年にはカルバン・クラインの広告モデルを務めた。
2019年公開のターミネーターシリーズ最新作『ターミネーター:ニュー・フェイト』に28年ぶりに出演することが発表されるが、実際の出番は冒頭のわずか2分程度であり、ターミネーター2当時の自身の顔をボディダブルの役者に合成しただけの出演であった。『ターミネーター3』での出演を麻薬の摂取により出演を逃してしまったエドワードはこの『ターミネーター:ニュー•フェイト』でジョン•コナーという役を取り戻せたようで嬉しいと語っている。
2000年秋、薬物依存症（マリファナとコカイン）とアルコール依存症のため1ヶ月リハビリ施設に入るが、退院して数日後には元の状態に戻った。パリス・ヒルトンと訪れたクラブで泥酔して失態を起こし、2001年には薬物の過剰摂取で病院に運ばれ、退院した直後リハビリ施設に向かう前に麻薬パーティを行い、1ヶ月の治療の後、今度は無免許運転の4時間後に飲酒運転で事故を起こして1日に2度逮捕される結果となった。俳優としては『アメリカン・ヒストリーX』などで映画出演を続けていたものの、『ターミネーター３』への出演はならなかった。2004年夏、映画『Jimmy and Judy』撮影中に、スーパーマーケットで販売用のロブスターを水槽から逃がそうとして逮捕された。このときもアルコール臭く足元はふらついていたという。
2012年10月30日にはロサンゼルス国際空港で恋人のモニカ・キーナに暴力を振るったとして逮捕された ため、新作映画『ミスレッド（原題） / Misled』の役を失うことになった。12月には当時6歳になる息子からコカイン反応が検出され、その責任をめぐってエドワードとレイチェルは法廷で争いになったが司法はレイチェルの勝訴とし、エドワードと息子が2人きりで会うことを禁止した。また、11月21日および2013年1月13日にもモニカ・キーナへの暴力で逮捕された ため、新作映画『アザー・プランズ（原題） / Other Plans』の主演を降ろされた。
2013年2月には再びレイチェルへの接近禁止命令違反で逮捕 され、3月に180日の禁固刑判決を受けた。同年5月16日にも同罪で逮捕され 一時保釈金を支払って釈放されたが、検察側の働きかけで保釈金が増額され、その分を支払わないため6月11日再び収監された。
長らく薬物依存症とアルコール依存症の問題が続いていたが快方に向かい、2021年には息子の15歳の誕生日に、息子の近影をインスタグラムに投稿した。
44歳になった2022年には、デイリー・メールの取材で、4年間も断薬＆断酒を通していると告白した。「ハイになっているときは、人と仲間意識を感じた。ただ飲んで、パーティーをした。すると突然、孤独じゃなくて、人と上手くやれているような感覚になれたんだ。これが始まりだ」「ヘロインや覚せい剤、DMTなどを絶え間なく次々キメた。そうして毎日過ごしてた。生きてるのがウソみたいだよ…危ない時が2回あった」「間違いなく過剰摂取だったけど、当たり前になってたんだ。一度依存症になると抜け出すのが難しい。人々に理解して欲しいところだよ…抜け出す道はあるけれど、難しいんだ」「（現在は）二日酔いでもなく、前夜に何をしていたか思い出せないこともない」「シラフでいるに値する、素晴らしいことや理由がたくさんあるからね。続けられることを願う」と、心のうちを明かした。長年の依存症で多くの歯を失っていたエドワードは、歯も新しくし、本格的に俳優としての活動の再開を宣言した。
2023年には、かつて接近禁止命令を出されていた元恋人のモニカ・キーナとのデートが現地メディアで報じられた。

### 日本での人気
日本での人気はアメリカを凌ぐものがあり、多様な商品が発売された。日本でのみ「Hold on Tight」というアルバムで歌手デビューしており、アルバムのなかでドアーズの「People Are Strange」をカバーをしている。さらに1992年頃、東洋水産の「ホットヌードル」のCMに学ラン姿で今村雅美と共演した。

## 私生活
2006年4月、映画『Jimmy and Judy』の撮影で知り合った女優のレイチェル・ベラと結婚。同年の9月21日に、レイチェルとの間に第1子のイーサン・ペイジ・ファーロングが誕生した。しかし2009年7月6日に妻のレイチェル・ベラがロサンゼルス地裁に離婚申し立てをしたので離婚へと進んでいる。
その後、離婚裁定中にエドワードがレイチェルの家の前を何度も車で通ったり、自殺をほのめかしたり、親権争いの際に薬物検査を受けることを拒否したことなどが引き金となって、2010年11月、レイチェルに対する3年間の接近禁止命令を受けた。しかし『グリーン・ホーネット』ロサンゼルスプレミアに出席した翌日の2011年1月11日に、妻への接近禁止令違反により逮捕された。12日には7万5000ドルを支払って保釈されている。またロサンゼルス裁判所の判事は、同年10月、エドワードが十分な養育費を支払っていないとして、1万5000ドルの支払いを命じた。
エドワードの麻薬の摂取やアルコール依存症の主な原因は幼少期から家庭環境に恵まれてこなかったことだと言われている。
そんな人生を歩んできたエドワードは幼少期の自分に伝えたいことは？というインタビューで「全部大丈夫だと。人生を全体的に楽しめと言ってあげたい。生きていれば良いことも悪いこともあり、状況は上がったり下がったりするから、大丈夫。人生はいいもんだと言ってあげたい。」と彼は語った。

## 主な出演作品

### 映画
| 公開年 | 邦題 原題                                                         | 役名                     | 備考 |
| ------ | ----------------------------------------------------------------- | ------------------------ | --- |
| 1991   | ターミネーター2 Terminator 2: Judgment Day                        | ジョン・コナー           | MTVムービー・アワード ブレイクスルー演技賞 受賞 サターン賞 若手俳優賞 受賞                                                            |
| 1992   | アメリカン・ハート American Heart                                 | ニック・ケルソン         | |
| 1992   | ペット・セメタリー2 Pet Sematary II                               | ジェフ・マシューズ       | |
| 1993   | 母の贈りもの A Home of Our Own                                    | シェーン・レイシー       | ヤング・アーティスト・アワード 主演男優賞 受賞                                                                                        |
| 1994   | ブレインスキャン Brainscan                                        | マイケル                 | |
| 1994   | リトル・オデッサ Little Odessa                                    | ルーベン・シャピラ       | |
| 1995   | グラスハープ/草の竪琴 The Grass Harp                              | コリン・フェンウィック   | |
| 1995   | 判決前夜/ビフォア・アンド・アフター Before and After              | ジェイコブ・ライアン     | |
| 1996   | ターミネーター 2:3-D T2 3-D: Battle Across Time                   | ジョン・コナー           | ユニバーサルスタジオのアトラクション用として作られた短編映画                                                                          |
| 1998   | I love ペッカー Pecker                                            | ペッカー                 | |
| 1998   | アメリカン・ヒストリーX American History X                        | ダニー・ヴィンヤード     | |
| 1999   | デトロイト・ロック・シティ Detroit Rock City                      | ホーク                   | |
| 2000   | アニマル・ファクトリー Animal Factory                             | ロン・デッカー           | |
| 2001   | ナイト・オブ・ゴッド I cavalieri che fecero l'impresa             | シモン                   | |
| 2002   | マーダー・ネット 3 Blind Mice                                     | トーマス・クロス         | |
| 2005   | インターメディオ Intermedio                                       | マリク                   | |
| 2005   | L.A.アンダーグラウンド Venice Underground                         | ゲイリー                 | |
| 2005   | クロウ -真・飛翔伝説- The Crow: Wicked Prayer                     | ジミー／クロウ           | |
| 2005   | Cruel World                                                       | Philip Markham           | 日本未公開 |
| 2006   | 悪魔と天使 The Visitation                                         | ブランドン               | |
| 2006   | Jimmy and Judy                                                    | Jimmy Wright             | 日本未公開 |
| 2006   | コベナント The Covenant: Brotherhood of Evil                      | デヴィッド・グッドマン   | |
| 2006   | BIOHAZARD デス・プラント Warriors of Terra                        | クリス                   | |
| 2007   | エドワード・ファーロングの バンク・ジョブ/凶弾殺人 Living & Dying | サム                     | |
| 2008   | オーディション2 Dark Reel                                         | アダム                   | |
| 2009   | ファイナル・デッドパーティー Night of the Demons                  | コリン                   | |
| 2009   | ダルフール・ウォー 熱砂の虐殺 Darfur                              | エイドリアン・アーチャー | |
| 2011   | グリーン・ホーネット The Green Hornet                             | タッパー                 | |
| 2011   | This Is Not a Movie                                               | Pete Nelson              | 日本未公開 |
| 2011   | The Mortician                                                     | Petrovsky                | 日本未公開 |
| 2011   | フローズン・ライター Below Zero                                   | ジャック／フランク       | |
| 2011   | スパイダー・シティ Arachnoquake                                   | チャーリー               | テレビ映画 |
| 2012   | ギャング・イン・L.A. For The Love Of Money                        | トミー                   | |
| 2012   | Crave                                                             | Ravi                     | 日本未公開 |
| 2012   | Paranormal Abduction                                              | Frank                    | 日本未公開 |
| 2013   | Matt's Chance                                                     | Matt                     | Golden Bulb Best Ensemble Film賞 受賞 日本未公開                                                                                      |
| 2013   | キング・オブ・ゾンビ The Zombie King                              | サミュエル・ピーター     | |
| 2013   | ウォールストリート・ダウン Assault on Wall Street                 | ショーン                 | |
| 2013   | アウェイク Awakened                                               | トーマス・バートン       | |
| 2014   | Stitch                                                            | Marsden                  | 日本未公開 |
| 2014   | Aftermath                                                         | Brad                     | 日本未公開 |
| 2014   | The Last Light                                                    | Noah                     | 日本未公開 |
| 2015   | A Perfect Vacation                                                | Berto                    | 日本未公開 |
| 2016   | A Winter Rose                                                     | Willy                    | 日本未公開 |
| 2017   | The Reunion                                                       | Skip                     | 日本未公開 |
| 2019   | ターミネーター:ニュー・フェイト Terminator: Dark Fate             | ジョン・コナー           | CGのモーションキャプチャ（ボディダブルの子役の演技にターミネーター2出演時のエドワード・ファーロングの姿をCGで合成）にて動き等のみ担当 |
| 2023   | Heart of a Champion                                               | Troy                     | 日本未公開 |
| 2023   | The Forest Hills                                                  | Billy                    | 日本未公開 |
| 2024   | Unspeakable: Beyond the Wall of Sleep                             | Ambrose London           | 日本未公開 |

### テレビシリーズ
| 放映年         | 邦題 原題                | 役名                          | 備考 |
| -------------- | ------------------------ | ----------------------------- | --- |
| 2006,2009,2010 | CSI:ニューヨーク CSI: NY | シェーン・ケイシー            | シーズン3第4話「見せしめ」、第11話「レイジング・シェーン」 シーズン6第19話「贖罪」、第23話「失われた休暇」 シーズン7第1話「The 34th Floor (2)」 |
| 2012           | The Glades               | Way N.E. Bey/Wayne Balldinger | エピソード: Public Enemy |
| 2015           | Star Trek: Renegades     | Fixer                         | エピソード: Pilot |